# ヤティ・マルヤティ・ウィハルジャ
ヤティ・マルヤティ・ウィハルジャ（Yati Maryati Wiharja、1943年5月31日 - 1985年5月4日）はインドネシアの作家。チアミスのスカジャディ村の出身。高等学校の学生時代に新聞に寄稿をはじめ、卒業後はスンダ語の雑誌に小説を発表し、やがてインドネシア語での創作をはじめる。
37冊の作品を発表し、長篇第1作『鏡のごとく清らかな』は映画化をされた。日本語に訳された長篇『ニ・ポロック』では、バリ島に実在したレゴンの踊り手の生涯を自伝風に描いている。短篇集『愛のかたみ』では、ムスリムの息子から二人目の妻について相談を受ける母親をはじめ、親子、恋人、夫婦、愛人たちの関係を描いている。他に『宝石』、『愛娘』、『清かな夜　清かな空』、『ニナ』、『ソフィアの恋歌』、『一筋の光』などの作品がある。

## 主な著作
日本語訳
- Ni Pollok　『ニ・ポロック』　山根しのぶ訳、佐々木重次監修、大同生命国際文化基金〈アジアの現代文芸シリーズ〉、1990年。
- Kerinduan　『愛のかたみ』　山根しのぶ訳、大同生命国際文化基金〈アジアの現代文芸シリーズ〉、2002年。 - 短篇集
  - 「母の思い」
  - 「高慢な蜂」
  - 「朽ち葉色の空」
  - 「夕紅」
  - 「嬉し涙」
  - 「これが人生」
  - 「愛」
  - 「何を探しに」
  - 「沈黙」
  - 「ああ、愛しい人よ」
  - 「待ち焦がれていた人」
  - 「ありがとう、いろいろと」